# 戦車一覧
戦車一覧（せんしゃいちらん）では、世界の戦車を挙げる。時代別の戦車一覧は時代別戦車一覧を参考のこと。

## アメリカ合衆国
- CTT-12中戦車
- マーモン・ヘリントン CTL
- M1917軽戦車
- T1軽戦車
- M1戦闘車
- T2中戦車
- M2軽戦車
- M2中戦車
- M3軽戦車（スチュアート）
- M5軽戦車（スチュアート）
- M7軽戦車
- M3中戦車（リー/グラント）
- M4中戦車（シャーマン）
- M6重戦車
- M10駆逐戦車（ガン・モーター・キャリッジ）
- M18 駆逐戦車（ヘルキャット）
- M36 駆逐戦車（ジャクソン）
- M22軽戦車（ロウカスト）
- M24軽戦車（チャーフィー）
- M26重戦車（パーシング）
- T28重戦車
- T29重戦車
- T30重戦車
- T34重戦車
- T57重戦車（英語版）
- M41軽戦車（ウォーカーブルドッグ）
- T69中戦車（英語版）
- M46（パットン）
- M47（パットン）
- M48（パットン）
- T92軽戦車
- T71軽戦車（英語版）
- M60（パットン）
- M103（ファイティング・モンスター）
- M551（シェリダン）
- スティングレイ
- M8軽戦車
- M1（エイブラムス）

## アルゼンチン
- ナウエル DL 43
- TAM
- パタゴン

## イギリス
- リトル・ウィリー
- ビッグ・ウィリー
- マーク I 戦車（Mk.I-Mk.V）
- マーク A ホイペット中戦車
- マーク B 中戦車
- マーク C 中戦車
- ヴィッカース中戦車 Mk.I
- ヴィッカース中戦車 Mk.II
- ヴィッカース中戦車 Mk.III
- ヴィッカース 6トン戦車
- カーデン・ロイドM1931水陸両用軽戦車
- 軽戦車 Mk.I
- 軽戦車 Mk.II
- 軽戦車 Mk.III
- 軽戦車 Mk.IV
- 軽戦車 Mk.V
- 軽戦車 Mk.VI
- 軽戦車 Mk.VII テトラーク（A17）
- 軽戦車 Mk.VIII ハリー・ホプキンズ（A25）
- 歩兵戦車 Mk.I マチルダ I（A11）
- 歩兵戦車 Mk.II マチルダ II（A12）
- 歩兵戦車 Mk.III バレンタイン
- A20重戦車
- 歩兵戦車 Mk.IV チャーチル（A22）
- チャーチル・ガン・キャリアー（A22D）
- 歩兵戦車 ヴァリアント（A38）
- 歩兵戦車 ブラックプリンス（A43）
- 巡航戦車 Mk.I（A9）
- 巡航戦車 Mk.II（A10）
- 巡航戦車 Mk.III（A13）
- 巡航戦車 Mk.IV（A13 Mk.II）
- 巡航戦車 Mk.V カヴェナンター（A13 Mk.III）
- 巡航戦車 Mk.VI クルセーダー（A15）
- 巡航戦車 Mk.VII キャバリエ（A24）
- 巡航戦車 Mk.VIII セントー（A27L）
- 巡航戦車 Mk.VIII クロムウェル（A27M）
- 巡航戦車 チャレンジャー（A30）
- 巡航戦車 コメット（A34）
- 巡航戦車 センチュリオン（A41）
- シャーマン ファイアフライ
- コンカラー
- エクセルシアー重突撃戦車
- TOG 1重戦車
- TOG 2重戦車
- トータス重突撃戦車
- チャリオティア駆逐戦車
- ビッカースMBT
- FV4202（英語版）
- チーフテン
- スコーピオン
- チャレンジャー1
- チャレンジャー2
- チャレンジャー3

## イスラエル
- スーパーシャーマン（M1/M50/M51スーパーシャーマン）
- ショット（ショット・ミーティア/ショット・カル）
- マガフ（マガフ3/5、マガフ6、マガフ7）
- サブラ
- チラン-4/5
- チラン-6
- メルカバ（メルカバMk.1/2/3/4）

## イタリア
- Ansaldo GL-4
- FIAT2000
- FIAT3000
- L3
- M11/39
- L6/40
- M13/40
- M14/41
- M15/42
- P40
- OF-40
- アリエテ

## イラン
- サフィール74/タイプ72Z
- サムサーム
- ゾルファガール
- カラール

## インド
- ビジャンタ
- ビーシュマ
- タンクEX（英語版）
- アージュン

## ウクライナ
- T-64BM ブラート
- T-80UD
- T-84
- T-84U オプロート
- BM オプロート
- T-84-120 ヤタハーン

## エジプト
- ラムセス2世

## オーストラリア
- 巡航戦車 センチネル

## オーストリア
- キュラシェーア

## カナダ
- 巡航戦車 ラム
- 巡航戦車 グリズリー

## クロアチア
- M-95 デグマン

## スイス
- Pz-61
- Pz 68
- Pz 68/88 120
- Pz 87 Leo WE

## スウェーデン
- Strv.m/21
- Strv.m/31
- Strv.m/40
- Strv.m/41
- Strv.m/42
- Ikv.91 水陸両用戦車駆逐車
- Strf.90105 対戦車車
- Strf.90120 戦車
- Strv.74
- Strv Leo

- Emil重戦車（英語版）

- Strv.103

- Strv.104
Strv.105

- Strv.122

## スペイン
- トゥルビア
- ベルデハ

## スロベニア
- M-55

## ソビエト社会主義共和国連邦 /ロシア連邦
中戦車
- T-12
- T-24
- T-28
- T-32
- T-34
- T-44
- オブイェークト140（海外版）

軽戦車
- KS
- T-18
- T-26
- T-46
- T-50
- T-60
- T-70
- T-80
- T-100 LT

重戦車
- T-35
- SMK
- T-100
- KV-1
- KV-2
- KV-3
- KV-4・KV-5
- KV-13（海外版）
- KV-85
- IS-1
- IS-2
- IS-3
- IS-4
- IS-5
- IS-6
- IS-7
- T-10（IS-8）
- ST-1(戦車)
- オブイェークト277（海外版）
- オブイェークト279
- オブイェークト490（海外版）
- オブイェークト770

水陸両用戦車
- T-37
- T-38
- T-40
- PT-76

主力戦車
- T-54
- T-55
- T-62
- T-64
- オブイェークト167（海外版）
- T-72
- T-80
- T-80U
- T-90
- オブイェークト187
- チョールヌイ・オリョール
- T-95
- T-14

ミサイル戦車
- IT-1
- オブイェークト775

## 大韓民国
- K1（88戦車）
- K2（黒豹）

## チェコスロバキア
- S-I 豆戦車
- シュコダ MU-4
- Vz.33豆戦車
- LT-34
- LT-35
- AH-IV
- LT-38
- ST-39
- シュコダ Š-III
- LT-40（チェコ語版）

## 中華人民共和国
- 58式戦車
- 59式戦車
- 60式水陸両用戦車
- 62式軽戦車
- WZ-132
- 63式水陸両用戦車
- 64式軽戦車
- 69式戦車
- 79式戦車
- 80式戦車
- 85式戦車
- 88式戦車
- 90-II式戦車
- 96式戦車
- 98式戦車
- 99式戦車
- 15式軽戦車
- MBT3000戦車

## 中華民国
- M41D
- CM11
- CM12

## 朝鮮民主主義人民共和国
- 天馬号
- 暴風号
- PT-85
- M-2020

## デンマーク
- M41DK-1

## ドイツ

### ドイツ帝国
- A7V
- A7V-U
- LK I
- LK
- オーベルシュレージエン突撃戦車

### ヴァイマル共和国
- VK.31
- グローストラクトーア

### ドイツ第三帝国
- I号戦車
- II号戦車
- III号戦車
- IV号戦車
- NbFz
- VK3002(DB)
- IV号駆逐戦車
- V号戦車（パンター）
- VK4501(P)（ポルシェティーガー）
- VI号戦車（ティーガーI・ティーガーII）
- エレファント重駆逐戦車
- ヤークトティーガー
- 軽駆逐戦車ヘッツァー
- VII号戦車（VK7001）
- VIII号戦車(超重戦車)マウス
- E-10
- E-25
- E-50
- E-75
- E-100
- ラーテ
- P1500 モンスター
- IX号戦車
- X号戦車
- VK 1602 レオパルト
- 偵察戦車SP I C　(英語版)
- ヤークトパンター
- グリレ15

### ドイツ連邦共和国
- RU251
- レオパルト1
- カノーネンヤークトパンツァー
- VT1
- レオパルト2
- KF-51パンター

## トルコ
- アルタイ

## 日本

### 大日本帝国陸軍
- 八九式中戦車（イ号）
- 九五式重戦車（ロ号）
- 九五式軽戦車（ハ号）
- 九七式中戦車（チハ)
- 試製中戦車 チニ
- 大型イ号車（オイ車）
- 無線操縦戦車
- 九八式軽戦車（ケニ）
- 試製九八式中戦車（チホ）
- 一式中戦車（チヘ）
- 二式軽戦車（ケト）
- 三式中戦車（チヌ）
- 三式軽戦車（ケリ）
- 四式中戦車（チト）
- 五式中戦車（チリ）
- 六式中戦車（チセ）
- 四式軽戦車（ケヌ）
- 五式軽戦車（ケホ）
- SRII
- 試製五式砲戦車（ホリI・ホリII）

海軍
- 特二式内火艇（カミ）
- 特三式内火艇（カチ）
- 特四式内火艇（カツ）
- 特五式内火艇（トク）

### 日本国
- 61式戦車
- 74式戦車
- 90式戦車
- 10式戦車

## ニュージーランド
- スコフィールド戦車
- ボブ・センプル戦車

## パキスタン
- アル・ハーリド

## ハンガリー
- トルディ
- トゥラーン
- タシュ

## ブラジル
- オゾーリオ

## フランス
- シュナイダーCA1
- サン・シャモン突撃戦車
- ルノー FT-17
- FCM 2C
- ルノー NC27
- ソミュア S35
- ルノー R35
- ルノー D1/2
- G1
- オチキス H35/38/39
- FCM36
- ルノー AMR33/35
- ルノー AMC34/35
- ルノーB1
- ルノーB1bis
- ルノーB1ter
- ルノー R40
- AMX 40(1940年時に計画されたもの)
- ARL-44
- Lorraine 40t（海外版）
- AMX-13
- AMX ELC bis
- Char Batignolles-Châtillon 25t（BC-25t）　（英語版）
- AMX-30
- AMX-40　(戦後)
- AMX-50
- AMX-50 Foch
- ルクレール
- ルクレール XLR（英語版）

## ベルギー
- T-15軽戦車

## ポーランド
- 10TP
- TK-3
- TKS
- TKF
- 7TP
- PT-91（「トファルディ」）
- WPB アンデルス (マルチロール軽戦車／歩兵戦闘車）
- PL-01

## 南アフリカ
- オリファント

## ルーマニア
- マレシャル駆逐戦車
- TR-580
- TR-85
- TM-800

## ユーゴスラビア
- M-84

## 共同開発

### アメリカ・イギリス
- T14突撃戦車

### アメリカ・西ドイツ
- MBT-70

### インドネシア・トルコ
- MMWT